# Stedenbaan
Stedenbaan (sinds 2013 enige tijd StedenbaanPlus geheten) was een zogenaamd Transit-oriented development-programma voor ruimtelijke ontwikkeling en hoogwaardig openbaar vervoer in het zuidelijk deel van de Nederlandse Randstad. Stedenbaan was een samenwerking van de Nederlandse Spoorwegen, ProRail, de provincie Zuid-Holland, Metropoolregio Rotterdam Den Haag, Holland-Rijnland, de Drechtsteden, het Intergemeentelijk Samenwerkingsorgaan Midden-Holland en de gemeentes Den Haag en Rotterdam. Doel van het programma was het verbeteren van het openbaar vervoer in het zuidelijk deel van de Randstad (Zuidvleugel), door de kwaliteit van de openbaar vervoerverbindingen te verbeteren, met een hogere frequentie te rijden, en het openbaar vervoer meer op elkaar af te stemmen. Daarnaast moet de leef- en werkkwaliteit in de directe omgeving van de openbaar-vervoerknooppunten worden verbeterd, door de bouw van nieuwe woningen en kantoren en extra faciliteiten zoals parkeerplaatsen. 
Met de beëindiging van het samenwerkingsverband Zuidelijke Randstad medio 2017 eindigde ook de formele samenwerking in het kader van Stedenbaan. De monitoring van de voortgang van de uitvoering van de Stedenbaanafspraken verzorgt de provincie Zuid-Holland in samenwerking met de andere partners. De doelen en aanpak van Stedenbaan werken nog steeds door in de aanpak van ruimtelijke ontwikkeling en openbaar vervoer in de Zuidelijke Randstad, in het bijzonder in het gebiedsgerichte bereikbaarheidsprogramma Mobiliteit en Verstedelijking (MoVe) van het Rijk en de regiopartijen. De reizigersgroei ontwikkelde zich als gevolg van de ruimtelijke ontwikkelingen, de verbetering van ketenmobiliteit en de autonome groei voldoende om medio 2020 van 4 naar 6 Sprinters per uur te gaan. Omdat de viersporigheid Rijswijk-Delft Zuid pas medio 2024 beschikbaar is zal de frequentiesprong naar verwachting plaats gaan vinden met de NS-dienstregeling 2025. 
Doordat Stedenbaan zich niet alleen richtte op openbaar vervoer, maar ook op ruimtelijke ordening, onderscheidde het zich van de programma's Randstadspoor, in de omgeving Utrecht, en Regionet in de omgeving van Amsterdam. Deze programma's kennen vergelijkbare doelstellingen met betrekking tot openbaar vervoer, maar richten zich niet op de integratie met regionale stedelijke ontwikkeling.

## Initiatief
Het initiatief voor Stedenbaan is genomen in december 2003, toen op een bestuurdersconferentie van Zuid-Hollandse overheden afgesproken werd het een platform op te richten dat tot doel had het openbaar vervoer in de Zuidvleugel effectiever en intensiever te benutten. Aanleiding was dat de groei van de infrastructuur in de regio niet in pas liep met de groei van de verschillende gemeentes in de regio naar een metropoolregio. Na een verkennend onderzoek werden de ambities beschreven in het document 'Ruimtelijk Ambitiedocument Stedenbaan 2020'. Het ging om de sporen tussen Leiden - Dordrecht, Den Haag Centraal - Gouda en Rotterdam Centraal - Gouda. Bij StedenbaanPlus werd het werkgebied van deze spoorlijnen nog aangevuld met de spoorlijnen Leiden - Utrecht Centraal, Leiden - Gouda (de RijnGouwelijn), Dordrecht - Gorinchem (de MerwedeLingelijn) en Rotterdam - Hoek van Holland. Deze laatste spoorlijn is in 2019 omgebouwd tot een metrolijn (Hoekse Lijn) en toegevoegd aan de Rotterdamse metro.
Naast openbaar vervoer via spoor werd StedenbaanPlus aangevuld met hoogwaardig busvervoer, trams, metro's en lightrailconcepten. In de regio Haaglanden gebeurde dit onder de paraplu RandstadRail. Nieuwe HOV-buslijnen werden aangelegd op trajecten waar een railverbinding (nog) niet rendabel is.

## Uitbreiding openbaar vervoer
In 2007 werden afspraken met de NS gemaakt om de frequentie van sprinters en intercity's op de lijn Dordrecht - Leiden te verhogen van 4 naar 6 per uur zodra er voldoende zicht op reizigersgroei was en er voldoende spoorcapaciteit beschikbaar zou komen (met name viersporigheid Rijswijk-Delft Zuid). Hiervoor is het noodzakelijk dat alle spoorlijnen op dit traject viersporig worden. Voor een groot deel is dit inmiddels gerealiseerd, alleen het traject tussen Rijswijk en Schiedam is nog tweesporig. Met de komst van de Willem van Oranjetunnel is het mogelijk dat het traject tussen Rijswijk en Delft Zuid viersporig wordt. Nadat eerst was besloten in de nieuwe spoortunnel twee sporen alleen in casco te realiseren zijn de twee andere sporen in augustus 2024 in gebruik genomen, waardoor de capaciteit enkel rondom Schiedam nog verhoogd zou moeten worden. De verwachting is dat dit laatste stuk in 2025 ook viersporig zal zijn.
Anders dan bij Randstadspoor is het bij Stedenbaan niet de bedoeling om een groot aantal nieuwe treinstations te bouwen. Binnen Stedenbaan is het meer de bedoeling om de al bestaande stations te versterken. Slechts één nieuw treinstation is geopend (Station Lansingerland-Zoetermeer), op enkele andere nieuwe stations werd gestudeerd maar hier zijn geen definitieve besluiten over genomen. Het station Delft Zuid wordt grootschalig aangepast en heeft de nieuwe naam Station Delft Campus gekregen.

## Ruimtelijke ordening
Het streven is dat zo'n 60 tot 80% van de nieuw te bouwen woningen en kantoren in de Zuidelijke Randstad in de directe omgeving van een openbaar vervoer knooppunt wordt gebouwd, waardoor er binnenstedelijke verdichting optreedt. Naast nieuwe woningen en kantoren moeten er rondom stations ook nieuwe voorzieningen worden gerealiseerd en voldoende parkeergelegenheid voor auto's en fietsen. Door de bouwcrisis werden de kwantitatieve doelstellingen rondom woning- en kantorenbouw rond stations later losgelaten, al bleven de kwalitatieve doelstellingen overeind evenals de ambitie om 60 tot 80% te bouwen in de buurt van OV-knooppunten.